# جون غيبونز
جون غيبونز (بالإنجليزية: John Gibbons)‏ (8 يناير 1774 - 26 مارس 1844) هو لاعب كريكت بريطاني (وحمل سابقاً جنسية المملكة المتحدة لبريطانيا العظمى وأيرلندا ومملكة بريطانيا العظمى).